# Montlignon
Montlignon és un municipi francès, situat al departament de Val-d'Oise i a la regió d'Illa de França. L'any 2007 tenia 2.516 habitants.
Forma part del cantó de Montmorency, del districte de Sarcelles i de la Comunitat d'aglomeració Plaine Vallée.

## Demografia

### Població
El 2007 la població de fet de Montlignon era de 2.516 persones. Hi havia 894 famílies, de les quals 185 eren unipersonals (93 homes vivint sols i 92 dones vivint soles), 255 parelles sense fills, 386 parelles amb fills i 68 famílies monoparentals amb fills.
La població ha evolucionat segons el següent gràfic:
Habitants censats

### Habitatges
El 2007 hi havia 997 habitatges, 914 eren l'habitatge principal de la família, 15 eren segones residències i 69 estaven desocupats. 817 eren cases i 173 eren apartaments. Dels 914 habitatges principals, 761 estaven ocupats pels seus propietaris, 123 estaven llogats i ocupats pels llogaters i 30 estaven cedits a títol gratuït; 31 tenien una cambra, 58 en tenien dues, 110 en tenien tres, 141 en tenien quatre i 574 en tenien cinc o més. 738 habitatges disposaven pel capbaix d'una plaça de pàrquing. A 380 habitatges hi havia un automòbil i a 474 n'hi havia dos o més.

### Piràmide de població
La piràmide de població per edats i sexe el 2009 era:
| Homes | Edats   | Dones |
| ----- | ------- | ----- |
| 0     | 95 o +  | 4     |
| 4     | 90 a 94 | 20    |
| 8     | 85 a 89 | 16    |
| 12    | 80 a 84 | 44    |
| 32    | 75 a 79 | 28    |
| 56    | 70 a 74 | 36    |
| 52    | 65 a 69 | 48    |
| 84    | 60 a 64 | 68    |
| 104   | 55 a 59 | 108   |
| 108   | 50 a 54 | 96    |
| 80    | 45 a 49 | 108   |
| 100   | 40 a 44 | 84    |
| 64    | 35 a 39 | 80    |
| 76    | 30 a 34 | 68    |
| 56    | 25 a 29 | 52    |
| 60    | 20 a 24 | 72    |
| 84    | 15 a 19 | 80    |
| 128   | 10 a 14 | 64    |
| 84    | 5 a 9   | 72    |
| 52    | 0 a 4   | 52    |

## Economia
El 2007 la població en edat de treballar era de 1.616 persones, 1.149 eren actives i 467 eren inactives. De les 1.149 persones actives 1.081 estaven ocupades (566 homes i 515 dones) i 68 estaven aturades (37 homes i 31 dones). De les 467 persones inactives 121 estaven jubilades, 241 estaven estudiant i 105 estaven classificades com a «altres inactius».

### Ingressos
El 2009 a Montlignon hi havia 930 unitats fiscals que integraven 2.612,5 persones, la mediana anual d'ingressos fiscals per persona era de 30.081 €.

### Activitats econòmiques
Dels 121 establiments que hi havia el 2007, 2 eren d'empreses extractives, 2 d'empreses alimentàries, 4 d'empreses de fabricació d'altres productes industrials, 16 d'empreses de construcció, 23 d'empreses de comerç i reparació d'automòbils, 7 d'empreses de transport, 3 d'empreses d'hostatgeria i restauració, 3 d'empreses d'informació i comunicació, 11 d'empreses financeres, 5 d'empreses immobiliàries, 19 d'empreses de serveis, 17 d'entitats de l'administració pública i 9 d'empreses classificades com a «altres activitats de serveis».
Dels 25 establiments de servei als particulars que hi havia el 2009, 1 era una oficina de correu, 2 tallers de reparació d'automòbils i de material agrícola, 4 paletes, 2 guixaires pintors, 3 fusteries, 3 lampisteries, 2 electricistes, 1 perruqueria, 3 restaurants, 1 agència immobiliària, 1 tintoreria i 2 salons de bellesa.
Dels 2 establiments comercials que hi havia el 2009, 1 era una botiga de menys de 120 m² i 1 una llibreria.

## Equipaments sanitaris i escolars
El 2009 hi havia 1 psiquiàtric i 1 farmàcia.
El 2009 hi havia 1 escola maternal i 1 escola elemental.

## Poblacions més properes
El següent diagrama mostra les poblacions més properes.